# Souvenir (película de 2016)
 Souvenir es el nombre de una película romántica francesa de 2016, dirigida y coescrita por Bavón Defurne. Estuvo protagonizada por Isabelle Huppert , Kévin Azaïs , y Johan Leysen . La música estuvo a cargo de Pink Martini.

## Sinopsis
Una cantante de Eurovisión caída en el olvido trabaja ahora en una fábrica de patés y se enamorará de un joven aspirante a boxeador. Juntos intentarán organizar el regreso de ella a escena. 

## Reparto
- Isabelle Huppert como Liliane.
  - Alice D'Hauwe como Lilliane de joven.
- Kévin Azaïs como Jean.
- Johan Leysen como Tony.
- Carlo Ferrante como Rudi Riva.